# 蝶花楼馬楽
蝶花楼 馬楽（ちょうかろう ばらく）は落語家の名跡。旧字体は蝶花樓馬樂。七代目の死去に伴い、現在は空き名跡。
名の由来は唐の八仙のひとり張果老の「瓢箪から馬を出す」の一節から。
- 初代蝶花楼馬楽
- 二代目蝶花楼馬楽
- 三代目蝶花楼馬楽
- 四代目蝶花楼馬楽 - 後∶四代目柳家小さん
- 五代目蝶花楼馬楽 - 後∶林家彦六
- 六代目蝶花楼馬楽
- 七代目蝶花楼馬楽